# Kim Churchill
Kim Churchill (Canberra, 1990. szeptember 26. –), ausztrál folk-, rock-, bluesénekes, dalszerző.

## Pályafutása
Canberrában született. Hét éves korában Merimbulába költöztek. Négy éves korában vette kezébe a gitárt. Tíz évig tanult klasszikus gitárjátékot. A gitár kíséreteként harmonika, dob, tambura, steelgitár is megszólal nála.
Közönsége előtt hamarosan énekelni is elkezdett, dalokat is írt és különféle zenei kísérletetekbe fogott. A szörfözés rajongójaként számos dalában, zenés videójában szerepel ez a sport.
A közönség kedvencévé vált olyan zenei eseményeken, mint az East Coast Blues & Roots Music Festival „(Bluesfest”), a Woodford Folk Festival és más fesztiválokon. Kanadában vett a Canadian Music Weeken, az Ottawa Folk Fesztiválon és a híres Montreali Nemzetközi Jazz Fesztiválon. Nagy népszerűségnek örvend az Egyesült Államokban, ahol fellépett a South by Southwest fesztiválon Austinban, Texasban és a Nemzetközi Folkszövetség Konferenciáján Memphisben, valamint turnézott Angliában, más európai helyszíneken, továbbá Japánban.

## Albumok
- 2010: With Sword and Shield/Kim Churchill
- 2012: Detail of Distance
- 2013: Into the Steel
- 2014: Silence/Win
- 2017: Weight Falls
- 2019: I Am

### Live
- 2011: Montreal Attic Recordings
- 2011: FestivaLink Presents: Kim Churchill at Kerrville Wine & Music Festival
- 2013: Montreal Attic Recordings: Vol.2

### EP
- 2019: I Am
- 2019: Forgetting
- 2020: The End
- 2021: Again

## Díjak
- Jelölés: National Live Music Awards ()2016)

## Filmek
Kim Churchill az IMDb-n